# Селец (Брагинский район)
Селец (бел. Сялец) — деревня в Малейковском сельсовете Брагинского района Гомельской области Белоруссии.

## География

### Расположение
В 9 км на северо-восток от Брагина, 35 км от железнодорожной станции Хойники (на ветке Василевичи — Хойники от линии Калинковичи — Гомель), 122 км от Гомеля.

### Гидрография
Река Брагинка, на востоке сеть мелиоративных каналов.

## Транспортная сеть
Рядом автодорога, которая связывает Брагин с дорогой Лоев — Речица.
Планировка состоит из прямолинейной улицы, ориентированной с юго-запада на северо-восток, к которой на востоке присоединяется прямолинейная улица. Застройка двусторонняя, деревянная, усадебного типа.

## История
Обнаруженное археологами городище (в 3 км на север от деревни, в урочище Березовый сок, в пойме реки Брагинка) свидетельствует про заселение этих мест с давних времён. По письменным источникам известна с 1574 года как деревня Сельце во владении князя Александра Александровича Вишневецкого, а во второй половине XVII века — Конецпольских. В 1609 году основан мужской Преображенский и женский Добровещенский монастыри (действовали до 1844 года). В монастырской библиотеке находилось 102 тома. С 1609 года действовала Спасо-Преоброженская церковь, в которой находились чтимая икона Матери Божьей с младенцем (писаная на холсте), фундушевые документы 1609 года князя Адама и его жены Александры Вишневецких и 1632 года их дочери княгини Кристины Вишневецкой, бывшей замужем за Николаем Малинским.
После 2-го раздела Речи Посполитой (1793 год) в составе Российской империи. Согласно переписи 1897 года село, находились: церковно-приходская школа, церковь, часовня, ветряная мельница, в Брагинской волости Речицкого повета Минской губернии.
С 8 декабря 1926 года по 30 декабря 1927 года центр Селецкого сельсовета Брагинского района Речицкого, с 9 июня 1927 года Гомельского округов. В 1930 году организован колхоз «Новый беларус», работали 2 ветряные мельницы (с 1909 года и 1927 года), конная круподробилка (с 1927 года), 2 кузницы, шерстечесальня.
Во время Великой Отечественной войны на фронтах и в партизанской борьбе погибли 66 местных жителей. В память о погибших в 1965 году в сквере установлена скульптура солдата. В 1959 году являлась центром колхоза имени Э. Тельмана. Располагались клуб, начальная школа, библиотека, детский сад.

## Население

### Численность
- 2004 год — 101 хозяйство, 261 житель.

### Динамика
- 1850 год — 41 двор.
- 1885 год — 195 жителей.
- 1897 год — 44 двора, 283 жителя (согласно переписи).
- 1908 год — 57 дворов, 340 жителей.
- 1959 год — 661 житель (согласно переписи).
- 2004 год — 101 хозяйство, 261 житель.

## Достопримечательность
- Городище, расположенное в 3 км к северу от деревни
- Спасо-Преображенская церковь

## Известные уроженцы
- А. И. Шевченко — комиссар партизанской бригады имени К. Я. Ворошилова действовавшей на Вилейщине во время Великой Отечественной войны.
- В. П. Чапега — белорусский писатель.